# 山田頌子
山田 頌子（やまだ しょうこ、1990年7月23日 - ）は、神奈川県秦野市出身の元女子サッカー選手。ポジションはミッドフィールダー。

## 来歴

### クラブ
秦野市FCラディッシュ南が丘でサッカーを始める。常盤木学園高校を卒業後、ジェフユナイテッド千葉レディースに入団。2012年に日テレ・ベレーザに移籍。2シーズン所属した後、2014年にアルビレックス新潟レディースに移籍。2016年シーズンの終わりに引退した。

### 引退後
ゼビオ社員として栃木SCレディースのゼネラルマネージャーに就任し、チーム創設に携わった。2020年2月に同職を退任。
2020年3月に法政大学大学院キャリアデザイン学研究科修士課程を修了。アスリートのキャリア形成について研究した。

### 代表
2010年、U-20女子ワールドカップに臨むU-20日本代表に選出された。大会ではスループステージの最初の2試合にフル出場したが、いずれも勝利できず、3試合目終了後にグループステージ敗退となった。

## 代表歴
- U-20日本代表
  - 2010 FIFA U-20女子ワールドカップ; グループステージ敗退（2試合出場）